# Vitstrupig smaragd
Vitstrupig smaragd (Leucochloris albicollis) är en fågel i familjen kolibrier.

## Utseende och läte
Vitstrupig smaragd är en mycket karakteristiskt tecknad kolibri. Den har mossgrön fjäderdräkt med tydligt vitt på strupe och buk. Näbben är tvåfärgad, med rött på nedre näbbhalvan. Lätet är ett oregelbundet torrt "chip". 

## Utbredning och systematik
Arten är den enda i släktet Leucochloris. Den förekommer från östra Bolivia till östra Paraguay, norra Argentina och sydöstra Brasilien.

## Levnadssätt
Vitstrupig smaragd hittas i olika miljöer som skogsbryn, plantage och trädgårdar. Den ses mestadels i låglänta områden och besöker ofta fågelmatningar.

## Status
Arten har ett stort utbredningsområde och internationella naturvårdsunionen IUCN kategoriserar arten som livskraftig. Beståndsutvecklingen är dock oklar.

## Bilder

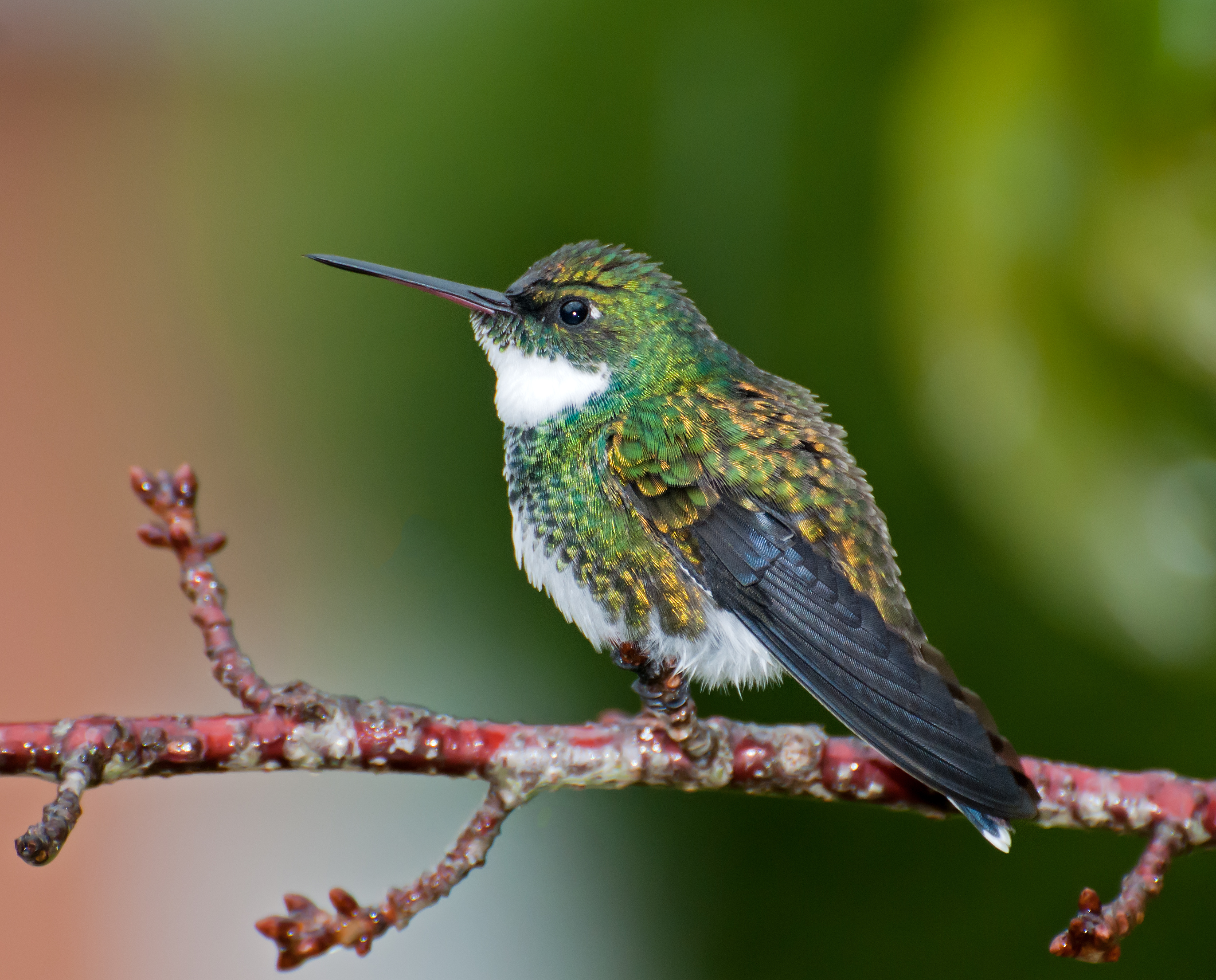
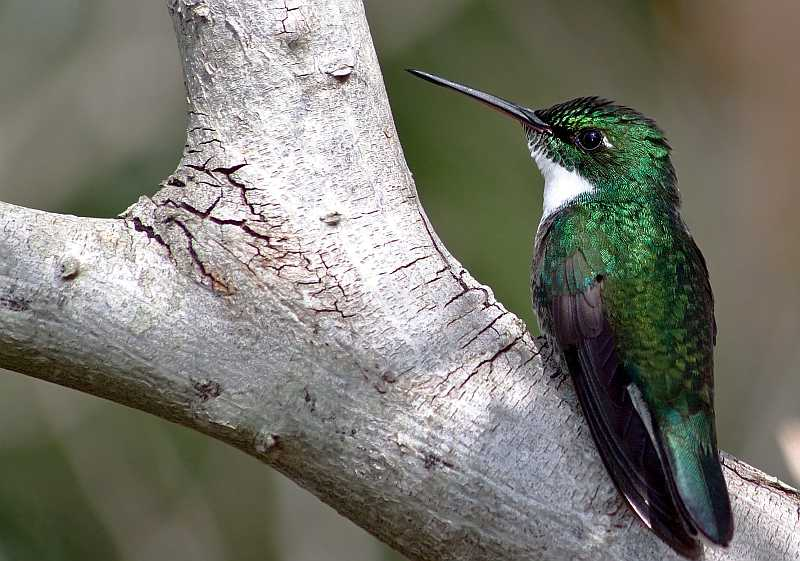